# Salama Soliman
Salama Soliman (Hurghada, 24 febbraio 1939 – Il Cairo, 2 agosto 2003) è stato un critico letterario e italianista egiziano.
Il suo nome completo era Salama Muhammad Muhammad Sulayman. 

## Biografia
Professore ordinario all'Università di 'Ayn Shams, Facoltà di Lingue (al-Alsun), è considerato uno dei più importanti e influenti studiosi di letteratura italiana moderna, sia nel mondo arabo, sia in Italia. Fu studente di Clelia Cerqua.
Ottenne il Premio speciale per la traduzione attributo dal Ministero dei Beni Culturali e Ambientali - sezione per l'Editoria - per aver tradotto dall'italiano in arabo (o meglio dal napoletano in arabo) quasi tutto il teatro di Edoardo De Filippo.
Nel 1961 si laureò in italianistica nella Facoltà di Lingue (AL ALSUN) del Cairo in cui insegnerà più tardi. Il 3 giugno del 1963 venne nominato assistente nel Dipartimento d'Italianistica presso la stessa Facoltà di Lingue. Terminò il suo dottorato di ricerca in letteratura italiana alla Sapienza di Roma nel 1973, anno in cui divenne docente nel suo Dipartimento di Italianistica alla Facoltà di Lingue (AL ALSUN). Diventò professore associato il 28 febbraio del 1977 e professore ordinario il 29 giugno 1982.
Nel 1997 vinse il Premio nazionale per la traduzione, sezione Premi speciali, per i suoi sforzi nel campo della traduzione e della diffusione della cultura italiana all'estero, nel mondo arabo e soprattutto in Egitto.
Fino alla sua morte, fu un membro della commissione della traduzione del Consiglio Supremo per la Cultura.

## Traduzioni in lingua araba
- Filumena Marturano di Eduardo De Filippo, il Cairo, 1981 (1ª ed.) e 2006 (2ª ed.).
- La locandiera di Carlo Goldoni, il Cairo, 2000.
- La mia guerra, un racconto tratto da Piccola borghesia di Elio Vittorini, il Cairo,
- Il coraggio delle donne di Anna Banti, il Cairo, 1999.
- Una bambina sotto un camion, un racconto di Ugo Betti, il Cairo, 1999.
- Il contratto di Eduardo De Filippo, Kuwait, 1997.
- Il sindaco del rione Sanità di Eduardo De Filippo, Kuwait, 1997.
- Napoli milionaria di Eduardo De Filippo, Kuwait, 1986.
- Le voci di dentro di Eduardo De Filippo, Kuwait, 1983.
- Natale in casa Cupiello di Eduardo De Filippo, Kuwait, 1982.
- Mia famiglia di Eduardo De Filippo, Kuwait, 1980.
- Questi fantasmi! di Eduardo De Filippo, Kuwait, 1980.

## Tesi di master di cui è stato relatore
- Alberto Moravia e “Gli indifferenti” il problema esistenziale e la visione pessimistica. Tesi di master di Suhaima Selim.
- La realtà e l'esistenza in Cassola. La fase del “Taglio del bosco”. Tesi di master di Faten El Ghazouly.
- Coscienza e società in tre opere di Eduardo De Filippo: “Natale in Casa Cupiello”, “Napoli milionaria”, “Il Sindaco del Rione Sanita”. Tesi di master di Ahmed Elmaghraby.
- La memoria e la realtà nel primo Pratolini. Tesi di master di Abdelmone'm Issa.
- La concezione della storia e della vita in tre opere di Carlo Sgorlon. Tesi di master di Fawzi Issa.
- “Il Sempione strizza l'occhio al Frejus” e la sua traduzione in arabo. Tesi di master di Mohamed Mostafa Amin.
- Trasposizione in italiano tra significati coranici delle due sure di “Maria” e di “Giuseppe” Secondo Fracassi, Bausani, Peirone. Tesi di master di Abdel Fattah Hassan.
- Vita e Morte in tre opere di Goffredo Parise: “Il ragazzo morto e le comete”, “La grande vacanza”, “Il prete bello”. Tesi di master di Salama Abdelmonem.

## Tesi di dottorato di cui è stato relatore
- La crisi della società e la sconfitta dell'individuo nella narrativa di Italo Svevo. Tesi di dottorato di Suhaima Selim.
- Sciascia e la realtà siciliana tra il passato e il presente. Tesi di dottorato di Faten El Ghazouli.
- Tabù e ribellione nel mondo teatrale al femminile di Natalia Ginzburg e Dacia Maraini. Tesi di dottorato di Ahmed Elmaghraby.
- “Le mille e una notte” e il “Decameron”; studio comparato e traduzione di 10 novelle di Boccaccio. Tesi di dottorato di Hussein Mahmoud.
- La commedia italiana del Rinascimento e il teatro di Plauto con particolare riferimento all'influenza della “Casina”. Tesi di dottorato di Abdelrazek Eid.
- L'immagine dell'Egitto nell'opera di Fausta Cialente: un'esperienza personale. Tesi di dottorato di Fawzi Issa